# Heart of Arizona
Heart of Arizona è un film del 1938 diretto da Lesley Selander.
È un western statunitense ambientato nel con
Fa parte della serie di film western incentrati sul personaggio di Hopalong Cassidy (interpretato da Boyd) creato nel 1904 dallo scrittore Clarence E. Mulford. È basato sul romanzo  The Heart of Arizona di Mulford.

## Produzione
Il film, diretto da Lesley Selander su una sceneggiatura di Norman Houston e un soggetto di Clarence E. Mulford, fu prodotto da Harry Sherman tramite la Harry Sherman Productions e girato nelle Alabama Hills a Lone Pine e a Kernville, California, da metà ottobre all'inizio di novembre 1937. Il titolo di lavorazione fu Gunsmoke.

## Distribuzione
Il film fu distribuito negli Stati Uniti dal 22 aprile 1938 al cinema dalla Paramount Pictures.
Altre distribuzioni:
- in Finlandia l'11 settembre 1938 (Lainsuojattomien kauhu)
- in Francia il 7 maggio 1947 (Au coeur de l'Arizona)
- negli Stati Uniti il 14 giugno 1947 (redistribuzione)
- in Germania l'11 febbraio 1949 (Im Herzen von Arizona)
- in Austria nel giugno del 1950 (Der schwarze Rächer) (Im Herzen von Arizona)
- in Brasile (Coração do Arizona)

## Promozione
Le tagline sono:
- CASSIY TAKES ON A SUICIDE JOB OF LAW AND ORDER!
- Furious Fights!... He's a fighting fury no cattle thief can face!
- Sizzling Suspense!..Rustler-rule fades out when Hopalong Cassidy crashes in!
- Roaring Romance! - Thundering Action!
- Fightin Mad And Rarin' To Go!